# 哲學家之路 (舊金山)

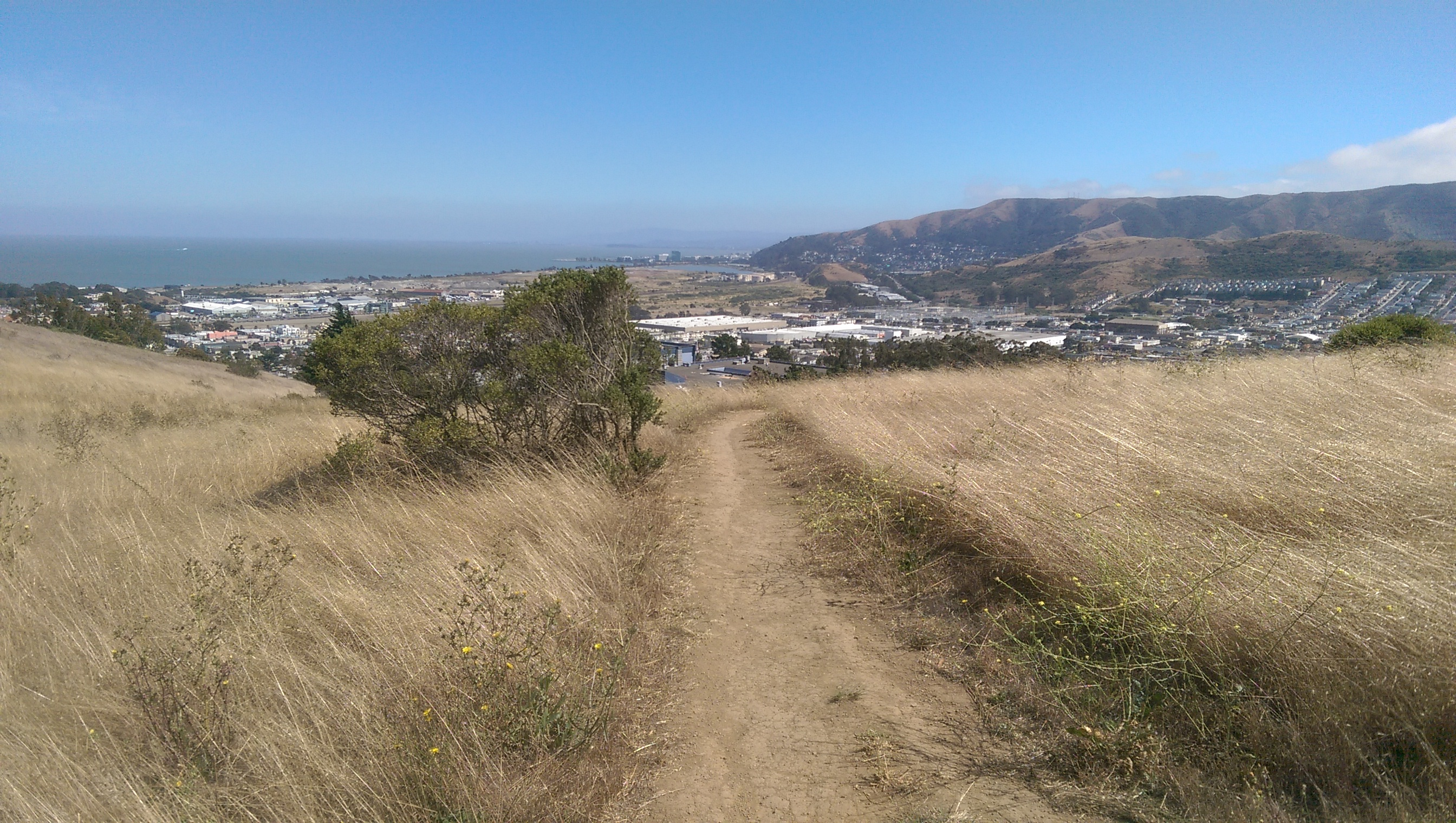
從哲學家之路向東南遠眺，近處下方為舊金山訪谷區；遠方山脈為聖布魯諾山州立公園，其下靠舊金山灣側城市為聖馬刁郡的布里斯班。

哲學家之路（英語：Philosopher's Way）是位於美國加州舊金山東南方的約翰·麥克拉倫公園一條長約3英里的步道，環繞了整座公園。
2008年，由藝術家Peter Richards與Susan Schwartzenberg仿照京都、海德堡、多倫多等多個城市，在風光明媚的地方設置哲學家道路的理念而成立。依據二位藝術家的說法：「此處是提供詩人、哲學家及智識人士在漫步中運用時間進行交談、思考理念的地方。」（“these are places where poets, philosophers and intellectuals strolled through in conversation, considering the ideas of their times.”） 
這條步道一路上斷斷續續地設有石柱，其上有三角形符號Δ指引道路接續方向，並在少數區域設有沉思站（musing station），提供健行者思考該區域景點的相關資訊，包括保育內容。

## 外部連結
- The Philosopher's Way（页面存档备份，存于）
- Philosopher’s Way, a new public artwork in McLaren Park
- Philosopher's Way（页面存档备份，存于）
- YouTube上的Philosopher's Way - San Francisco - John McLaren Park

Template:舊金山景點